# 冷凍保存

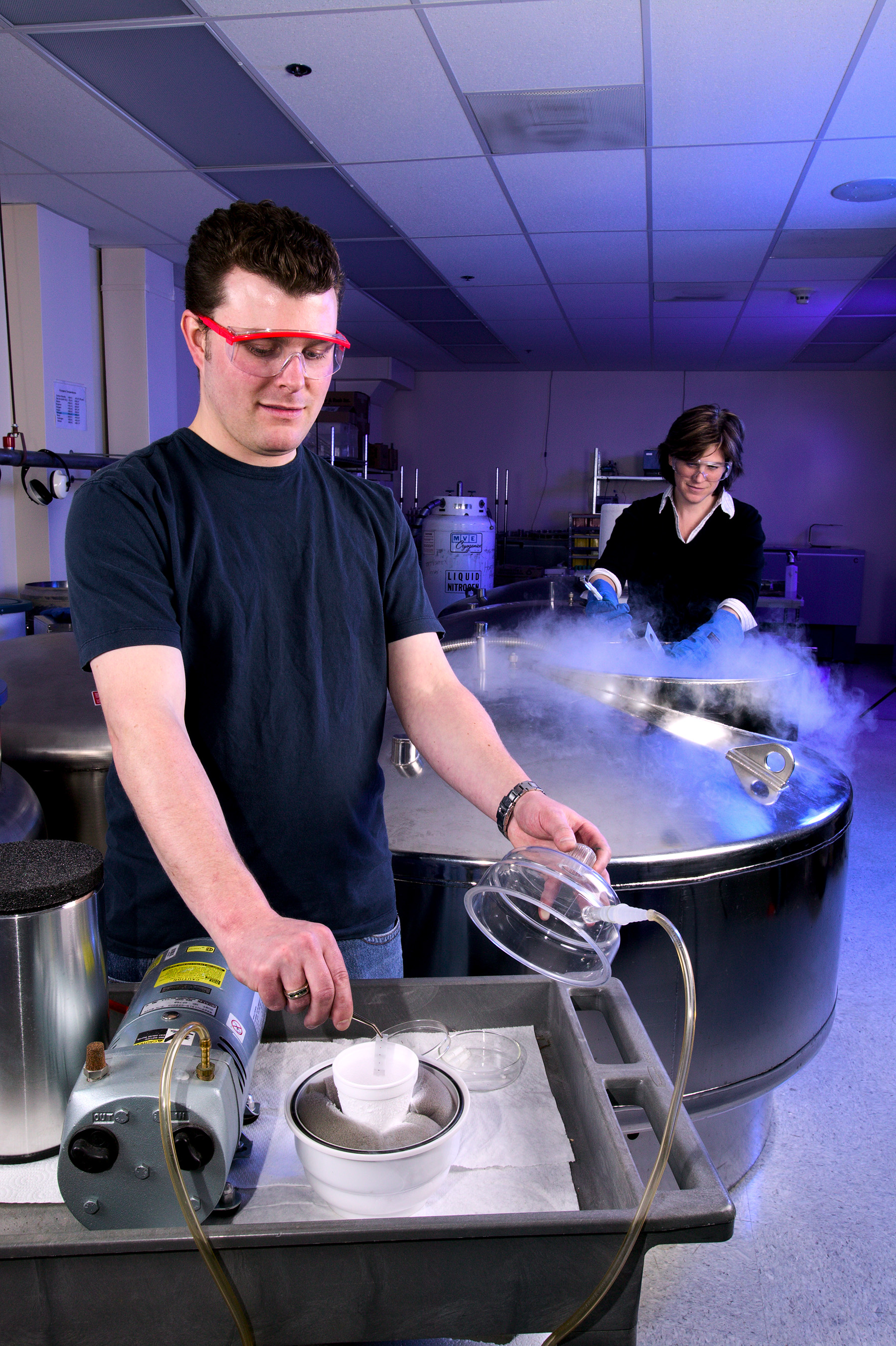
植物の新芽の冷凍保存。開栓された液体窒素のタンクが背後に見える。

冷凍保存（れいとうほぞん）、低温保存（ていおんほぞん）は、細胞・組織やその他の物質を0℃以下に冷却することにより、化学反応や時間経過による損傷から保護する技術である。

## 概要
冷凍保存に用いられる十分に低い温度では、対象となる物質に損傷を与えるあらゆる酵素反応や化学反応を実質的に停止することができる。冷凍保存技術は、低温状態に到達する過程において形成される氷による損傷を防ぐことを目指す。従来の冷凍保存技術は、冷凍する物質を「抗凍結剤」と呼ばれる分子によって覆うことでこれを実現しようとしていた。しかし、多くの抗凍結剤には固有の毒性があるため、新しい手法の開発が進められている。2010年代からiPS細胞など再生医学への注目が高まり、液化窒素など瞬間的に冷やすことができる媒体を使った冷凍保存技術が開発されている。冷凍保存技術は、特に反証のある場合を除き、細胞の構造や機能を変化させるものであると考えるべきである。

## 自然界の冷凍保存
微小な多細胞生物であるクマムシは、冷凍状態では体内の水をトレハロースに置き換えることで、水の結晶化による細胞膜への損傷を防いでいる。溶質の混合物によっても似たような効果を得ることができる。しかし、塩のように高濃度で毒性を持つ溶質もある。
クマムシ以外に、アメリカアカガエルにも血液や組織の凍結に対する耐性がある。冬眠前に尿素が組織内に蓄積され、体内における氷生成への応答として、肝臓のグリコーゲンの多くがグルコースに変換される。尿素とグルコースは抗凍結剤となり、氷生成を抑制して細胞の浸透圧性収縮を低減する。これらのカエルは、65%以上の水分が凍結しない限り、冬期の凍結・解凍の繰り返しを何度も生き延びることができる。